# Pamětní dvoueurové mince roku 2004

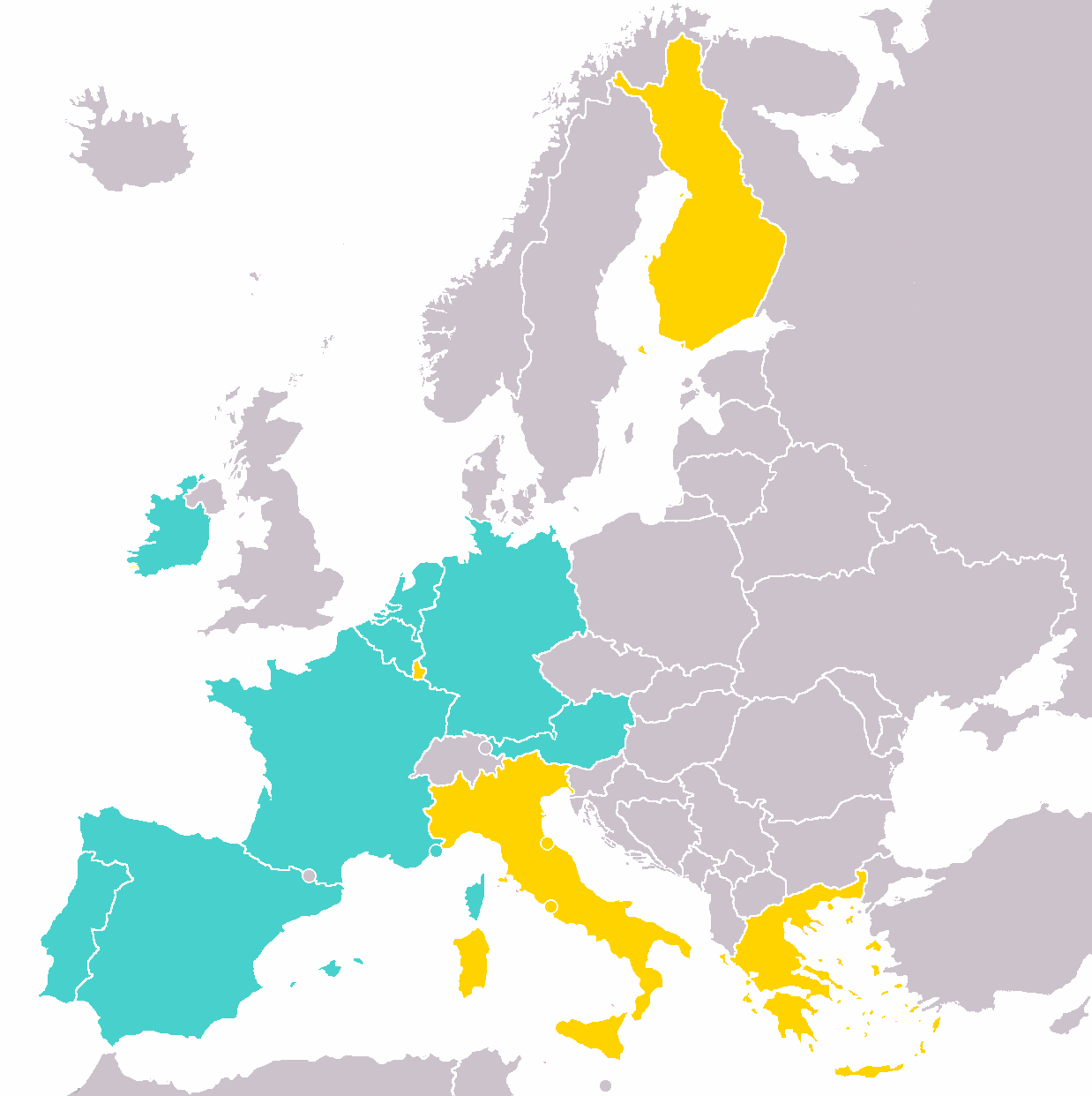
Jedna 2€ pamětní mince
Žádná 2€ pamětní mince
jiný evropský stát

Pamětní dvoueurové mince jsou speciální mince měny euro, které v roce 2004 vydalo šest států.
Evropská unie dovolila od roku 2004 jednotlivým státům eurozóny (a Monaku, San Marinu a Vatikánu) vydávat omezený počet vlastních pamětních oběžních euromincí, ale pouze v hodnotě dvou eur. V roce 2004 (prvním roce, kdy to bylo možné) této možnosti využilo Řecko, Lucembursko, Finsko, Itálie, San Marino a Vatikán.

## Přehled mincí
| Vydávající stát | Událost                                      | Množství   | Datum             | Popis |
| --------------- | -------------------------------------------- | ---------- | ----------------- | --- |
| Řecko           | Letní olympijské hry v Athénách v roce 2004  | 35 000 000 | 14. květen 2004   | Diskobolos (antická řecká Myrónova socha) je zobrazena uprostřed mince. Nalevo je nápis „ATHENS 2004“ a pět olympijských kruhů a napravo je nominální hodnota mince v řečtině „2 ΕΥΡΩ“. Okolo celého motivu je 12 hvězd symbolizujících Evropskou unii. Rok vydání 2004 je rozdělen okolo hvězdy uprostřed dole a značka mincovny je umístěna vpravo nahoře nad hlavou sochy. |
| Lucembursko     | Portrét a monogram velkovévody Henriho       | 2 490 000  | 26. červenec 2004 | V levé části středu mince je vyobrazena podobizna velkovévody Henriho hledícího doprava. V pravé části středu mince je zobrazen jeho monogram (písmeno „H“ s korunou) a také dvanáct hvězd symbolizujících Evropskou unii, které tvoří půlkruh kolem monogramu. Rok vydání, značka mincovny a rytcovy iniciály jsou napsány v horní části vnějšího mezikruží mince společně s nápisem „LËTZEBUERG“ (lucembursky Lucembursko). Na spodní části vnějšího mezikruží je nápis „HENRI — Grand-Duc de Luxembourg“ (francouzsky Henri – velkovévoda lucemburský). |
| Finsko          | Páté rozšíření Evropské unie v roce 2004     | 1 000 000  |                   | Na minci je zobrazen stylizovaný pilíř, z kterého vyrůstá 10 ratolestí. Jedná se o metaforu, kde 10 ratolestí symbolizuje rozšíření Evropské unie o 10 nových členů v roce 2004 a pilíř reprezentuje rozrůstající se základ. V dolní části mince pod pilířem je napsáno „EU“ , což společně s písmenem „ρ“ (součást pilíře) tvoří slovo euro. Okolo motivu je dvanáct hvězd symbolizujících Evropskou unii s rokem vydání nahoře. |
| Itálie          | Pátá dekáda Světového potravinového programu | 16 000 000 | 13. prosinec 2004 | Uprostřed mince je zeměkoule nakloněná doprava a tři klasy vyrůstající zpoza zeměkoule – kukuřice, rýže a pšenice – reprezentující základní světové zdroje výživy. Napravo od zeměkoule jsou překrytá písmena „R“ a „I“ reprezentující Itálii (italsky Repubblica Italiana) a pod nimi rytcovy iniciály (kombinace písmen „U“ a „P“). Značka mincovny („R“) je umístěna vlevo nahoře od zeměkoule, pod ní rok vydání a 12 hvězd symbolizujících Evropskou unii je rozmístěno okolo celého motivu a rozděleno na tři části po čtyřech hvězdách.             |
| San Marino      | Bartolomeo Borghesi                          | 110 000    | 16. prosinec 2004 | Uprostřed mince je umístěna busta známého historika a numismatika Bartolomea Borghesiho. Ve vnitřní části mince je ještě několik nápisů: „SAN MARINO“ vpravo od busty a „BARTOLOMEO BORGHESI“, značka mincovny („R“) a rytcovy iniciály („E.L.F.“) vlevo. Na vnějším mezikruží je 12 hvězd symbolizujících Evropskou unii a rok vydání dole uprostřed. |
| Vatikán         | 75. výročí založení státu Vatikán            | 85 000     | 16. prosinec 2004 | Uprostřed mince jsou schematicky zobrazeny hranice Vatikánu s Bazilikou svatého Petra v popředí a také nápisy: „75° ANNO DELLO STATO“ vlevo a „1929–2004“, značka mincovny („R“), jméno návrháře („VEROI“ – malým písmem) a iniciály rytce („L.D.S. INC.“ – malým písmem) vpravo. Na vnějším mezikruží je umístěno 12 hvězd a nápis „CITTA DEL VATICANO“. |